# 僕はどこから
『僕はどこから』（ぼくはどこから、英語: Where Do I Come From?）は、市川マサによる日本の漫画作品。『週刊ヤングマガジン』（講談社）にて2018年7号から50号まで連載された。2020年1月から3月までテレビ東京にて中島裕翔主演でテレビドラマ化された。

## あらすじ
文章を書き写すことで、思考をコピーできる小説家志望の青年・竹内薫。人生に追い詰められた彼がエリートヤクザ・藤原智美の導きで〝自分探し〟を決意するとき、大いなる犯罪の幕が上がる。

## 書誌情報
- 市川マサ 『僕はどこから』 講談社〈ヤンマガKCスペシャル〉、全4巻
  1. 2018年6月6日発売[講 1]、ISBN 978-4-06-511681-4
  2. 2018年9月6日発売[講 2]、ISBN 978-4-06-512884-8
  3. 2018年12月6日発売[講 3]、ISBN 978-4-06-513842-7
  4. 2019年3月6日発売[講 4]、ISBN 978-4-06-514798-6

## テレビドラマ
2020年1月9日（8日深夜）より3月19日までテレビ東京系の「ドラマホリック!」枠で木曜 0時12分（水曜深夜）に放送。主演は中島裕翔（Hey! Say! JUMP）。

### キャスト

#### 主要人物
竹内薫
演 - 中島裕翔（Hey! Say! JUMP）（幼少期：山田暖絆）
痴呆症の母の介護をしながら小説家を目指している。食料品を売っている商店で働いているが、生活は困窮している。他人の文章を書き写すとその人の思考がコピーできるという特殊能力の持ち主。智美とは高校の同級生。
藤原智美
演 - 間宮祥太朗（幼少期：小田将聖（少年忍者/ジャニーズJr.））
22歳で講談会系東宮寺組聖狗会組長になったやり手。千佳を溺愛している。薫が小説家になることを応援している。薫に玲の替え玉受験を依頼する。
藤原千佳
演 - 上白石萌歌（幼少期：渡辺真妃）
智美の妹。智美を崇拝している。過去に自殺を試みたが、薫が千佳の手紙を書き写すことによって行き先がわかり、すんでの所で智美に助けられた。

#### 薫の関係者
竹内陽子
演 - 仙道敦子
薫の母。若年性アルツハイマーを患っていて、在宅介護を受けている。薫からはお母様と呼ばれている。
金田
演 - 山本博（ロバート）
薫が原稿を持ち込んでいる文冬出版の担当編集者。薫に有名作家のゴーストライターを依頼する。
サントス
演 - アイクぬわら
薫の同僚。
店長
演 - 夙川アトム
薫が働く店の店長。

#### 智美の関係者
権堂真司
演 - 音尾琢真
智美の舎弟で身の回りの世話をしている。智美を信頼しており、命令にも従う良き子分。
山田龍一
演 - 高橋努（幼少期：島田裕仁）
東宮寺の子飼いの情報屋。児童養護施設「希育園」で育つ。智美の失脚を画策している。
東宮寺正胤
演 - 若林豪
講談会系東宮寺組会長。冷酷無比な性格。カジノ利権を手に入れるため、「先生（経産省の高級官僚）」からの替え玉受験の依頼を引き受ける。
井上玲
演 - 笠松将（幼少期：伊藤清孝）
非常に頭が良いが、小論文で躓き旺慶大入試に失敗している。電気製品を分解するのが趣味。母・涼子から虐待されている。
井上涼子
演 - 須藤理彩
玲の母。玲を名門・旺慶大学に入れるため、東宮寺に替え玉受験を頼んだ「先生」の妻。

#### 茗荷谷署
桐原崇
演 - 神保悟志
通報のあった井上家に赴き、薫を拘束、後に逮捕する。
黒井純
演 - 都丸紗也華
桐原の相棒。
喜多慎吾
演 - 金井浩人
山田と通じている。
髙橋由雄
演 - 野依康夫
刑事。

#### 宝土清掃
駿
演 - 岡崎体育（幼少期：潤浩）
宝土清掃社長で山田の弟分。山田と同じ施設「希育園」で育ち、山田を兄ちゃんと呼び慕っている。純粋だが、山田の命令を守るためには手段を選ばない。
職員
演 - 廣末哲万、武田祐一

#### その他
羽田圭介
演 - 羽田圭介（友情出演）
本人役。文冬出版で薫とぶつかる。
三谷
演 - 那波隆史
文冬出版の編集者。薫の原稿を読んで村上春樹の新作と間違う。
園長
演 - 仲本工事
山田と駿が育った児童養護施設「希育園」の園長。子供たちを大事にしている人格者。山田の失火による火事で命を落とす。

### スタッフ
- 原作 - 市川マサ『僕はどこから』（週刊ヤングマガジン連載）
- 脚本 - 髙橋泉
- 監督 - 瀧悠輔、熊坂出、大内隆弘
- 主題歌 - Hey! Say! JUMP 「I am」（ジェイ・ストーム）
- 音楽 - 諸橋邦行
- チーフプロデューサー - 山鹿達也（テレビ東京）
- プロデューサー - 戸石紀子（テレビ東京）、北川俊樹（テレビ東京）、川西巧久（ドラマデザイン社）、都志修平（ジェイ・ストーム）
- 制作 - テレビ東京、ドラマデザイン社、ジェイ・ストーム
- 製作著作 - 「僕はどこから」製作委員会

### 放送日程
| 話数   | 放送日  | ラテ欄                                    | 監督     |
| ------ | ------- | ----------------------------------------- | -------- |
| 第1話  | 1月09日 | 異能VS天才 4000万死闘 親友は敵か味方か…!? | 瀧悠輔   |
| 第2話  | 1月16日 | 4000万の替え玉受検!? 最強友情が起こす奇跡 | 瀧悠輔   |
| 第3話  | 1月23日 | 人生一発逆転の替え玉受検! 裏切りVS殺意!?  | 熊坂出   |
| 第4話  | 1月30日 | 戦慄の逮捕劇! 黒幕は誰だ…バディ決裂か!?   | 熊坂出   |
| 第5話  | 2月06日 | 奇跡の口裏合わせ!? 最強バディVS最狂兄弟   | 熊坂出   |
| 第6話  | 2月13日 | 新章の反撃編スタート 3日以内に拉致犯確保  | 大内隆弘 |
| 第7話  | 2月20日 | 最恐展開! 天才VS悪魔 死の罠から友を救え!  | 大内隆弘 |
| 第8話  | 2月27日 | 文字に隠されたSOS 悪魔の罠VS天才の一手    | 大内隆弘 |
| 第9話  | 3月05日 | 潜入&逆襲                                 | 熊坂出   |
| 第10話 | 3月12日 | 銃撃戦決着! リミット3時間で最後の謎解き   | 熊坂出   |
| 最終話 | 3月19日 | 最後の戦い                                | 熊坂出   |

### 放送局
| 放送局         | 放送日時                     | 放送期間                                      | 系列                          | ネット状況 | 備考                     |
| -------------- | ---------------------------- | --------------------------------------------- | ----------------------------- | ---------- | ------------------------ |
| テレビ東京     | 木曜 0:12 - 0:52（水曜深夜） | 2020年1月9日（8日深夜） - 3月19日（18日深夜） | テレビ東京系                  | 製作局     |                          |
| テレビ大阪     | 木曜 0:12 - 0:52（水曜深夜） | 2020年1月9日（8日深夜） - 3月19日（18日深夜） | テレビ東京系                  | 同時ネット |                          |
| テレビ愛知     | 木曜 0:12 - 0:52（水曜深夜） | 2020年1月9日（8日深夜） - 3月19日（18日深夜） | テレビ東京系                  | 同時ネット |                          |
| テレビ北海道   | 木曜 0:12 - 0:52（水曜深夜） | 2020年1月9日（8日深夜） - 3月19日（18日深夜） | テレビ東京系                  | 同時ネット |                          |
| テレビせとうち | 木曜 0:12 - 0:52（水曜深夜） | 2020年1月9日（8日深夜） - 3月19日（18日深夜） | テレビ東京系                  | 同時ネット |                          |
| TVQ九州放送    | 木曜 0:12 - 0:52（水曜深夜） | 2020年1月9日（8日深夜） - 3月19日（18日深夜） | テレビ東京系                  | 同時ネット |                          |
| テレビ和歌山   | 木曜 0:12 - 0:52（水曜深夜） | 2020年1月9日（8日深夜） - 3月19日（18日深夜） | 独立局                        | 同時ネット |                          |
| BSテレ東（2K） | 月曜 0:35 - 1:15（日曜深夜） | 2020年4月6日（5日深夜） - 6月15日（14日深夜） | テレビ東京系列 BSデジタル放送 | 遅れネット |                          |
| BSテレ東4K     | 月曜 0:35 - 1:15（日曜深夜） | 2020年4月6日（5日深夜） - 6月15日（14日深夜） | テレビ東京系列 BSデジタル放送 | 遅れネット | 4Kアップコンバートで放送 |
| 奈良テレビ     | 土曜 0:30 - 1:05（金曜深夜） | 2021年6月5日（4日深夜） - 8月14日（13日深夜） | 独立局                        | 遅れネット |                          |

### Blu-ray&DVD
『僕はどこから』Blu-ray-BOX、DVD-BOX
TCエンタテインメントから2020年7月29日発売。各4枚組（本編：3枚、特典映像：1枚）。
| テレビ東京 ドラマホリック!           | テレビ東京 ドラマホリック!              | テレビ東京 ドラマホリック!                        |
| 前番組                               | 番組名                                  | 次番組                                            |
| ------------------------------------ | --------------------------------------- | ------------------------------------------------- |
| 死役所 （2019年10月17日 - 12月19日） | 僕はどこから （2020年1月9日 - 3月19日） | レンタルなんもしない人 （2020年4月9日 - 10月1日） |

### 講談社コミックプラス
以下の出典は講談社コミックプラス（講談社）内のページ。書誌情報の発売日の出典としている。
1. ↑  “僕はどこから（1）”. 講談社コミックプラス. 2019年10月24日閲覧。
2. ↑  “僕はどこから（2）”. 講談社コミックプラス. 2019年10月24日閲覧。
3. ↑  “僕はどこから（3）”. 講談社コミックプラス. 2019年10月24日閲覧。
4. ↑  “僕はどこから（4）”. 講談社コミックプラス. 2019年10月24日閲覧。